# Emi Shinohara
Emi Shinohara, född 8 augusti 1963 i Fukushima prefektur (men uppväxt i Nagano, Nagano prefektur), död 8 september 2024 i Ueda, Nagano prefektur, var en japansk röstskådespelare och sångare. 
Shinohara föddes i Fukushima prefektur och växte upp i Nagano. Hon spelade bland annat April O'Neil i Mutant Turtles: Choujin Densetsu-hen och Sailor Jupiter i Sailor Moon.